# Call It Love (série de televisão)
Call It Love (hangul: 사랑이라 말해요; hanja: 思量이라 말해요; rr: Sarang-ira Malhaeyo; MR: Sarang-ira Marhaeyo; lit. Diga Que é Amor; prt: Chama-lhe Amor; bra: Isso Se Chama Amor) é uma série de televisão sul-coreana estrelada por Lee Sung-kyung e Kim Young-kwang. É um melodrama romântico sobre uma mulher cuja vida vai por água abaixo depois de descobrir o caso de seu pai e se apaixonar pelo filho da amante dele. Estreou em 22 de fevereiro de 2023, no Disney+ em territórios selecionados.

## Sinopse
A vida de Woo-joo atinge o fundo do poço quando ela descobre sobre a infidelidade de seu pai. Depois que o pai morre, ela é expulsa da casa de sua família pela amante de seu pai. Woo-joo planeja se vingar, mas se apaixona por Dong-jin, filho da amante de seu falecido pai.

## Elenco

### Principal
- Lee Sung-kyung como Shim Woo-joo[3]
- Kim Young-kwang como Han Dong-jin[4]
- Sung Joon como Yoon-jun[5]
- Ahn Hee-yeon como Kang Min-yeong[6]
- Kim Ye-won como Shim Hye-seong[7]

### Coadjuvante
- Seo Dong-won como Cha Young-min[8]
- Park Jin-ah como Hyun Ji-hyung[9]
- Yeon Je-hyung como Kang-gun[10]
- Nam Gi-ae como Ma Hee-ja[11]

## Episódios
| N.º                                                                                              | Título       | Lançamento              |
| ------------------------------------------------------------------------------------------------ | ------------ | ----------------------- |
| 1                                                                                                | "Episódio 1" | 22 de fevereiro de 2023 |
| Com a notícia repentina da morte de seu pai, Woojoo é forçada a deixar sua casa.                 |              |                         |
| 2                                                                                                | "Episódio 2" | 22 de fevereiro de 2023 |
| Os segredos comerciais da Suprema Feiras e Eventos vazam e tudo aponta para Woojoo como culpada. |              |                         |
| 3                                                                                                | "Episódio 3" | 1 de março de 2023      |

## Lançamento
Call It Love foi lançada em 22 de fevereiro de 2023 em territórios selecionados no Disney+ através do hub conteúdo Star, nos Estados Unidos pelo Hulu e na América Latina através do Star+.